# Couple non cohabitant
Pour les articles homonymes, voir CNC.
Un couple non cohabitant (CNC) ou couple vivant chacun chez soi (couple VCCS) est un couple dont les membres ne vivent pas sous le même toit. Ses membres sont parfois appelés célibataires géographiques ou intermittent du foyer.

## Typologie

### Couples TGV
Les couples TGV vivent à distance durant la semaine, l'un des membres du couple prenant le train pour loger dans la ville où il travaille, et se retrouvent les week-ends.
Un turbo-cadre se rend quotidiennement à Paris en TGV pour travailler.

## Statistiques

### En France
Selon l'INED, en 2010, 3,8 millions de Français sont en couple non cohabitant, et environ 60 % le seraient sans qu'ils l'aient choisi,.
Selon l'INSEE, en France, en 2011, 4,1 % des 32 millions de personnes majeures en couple indiquent ne pas habiter avec leur partenaire.
En France, en 2008, les couples TGV seraient 16 % selon une étude de l'INED.